# Bloodflowers
Bloodflowers — одинадцятий студійний альбом англійського гурту The Cure. Вперше він вийшов у Японії 2 лютого 2000 року, а потім — у Великій Британії та Європі 14 лютого 2000 року і наступного дня у США під лейблами Fiction Records та Polydor Records. Спочатку альбом планували випустити у 1999 році, оскільки він був завершений ще у травні того року, але звукозаписна компанія наполягла на релізі вже «після тисячолітньої лихоманки».
Вокаліст і фронтмен Роберт Сміт вирішив не випускати жодного синглу з альбому, всупереч бажанню звукозаписної компанії. За словами Сміта, це був акт «помсти» через його незадоволення відсутністю просування попередньої збірки гурту Galore (1997), яку лейбл проігнорував через конфлікт інтересів. Водночас пісні «Maybe Someday» та «Out of This World» були випущені як промосингли для радіо у Великій Британії, США, Канаді та низці європейських країн.

## Список пісень
Автор музики і слів The Cure (Сміт, Галлап, Бамонт, Купер, О’Доннелл). 
| #   | Назва                                                                                   | Тривалість |
| --- | --------------------------------------------------------------------------------------- | ---------- |
| 1.  | «Out of This World»                                                                     | 6:44       |
| 2.  | «Watching Me Fall»                                                                      | 11:13      |
| 3.  | «Where the Birds Always Sing»                                                           | 5:44       |
| 4.  | «Maybe Someday»                                                                         | 5:04       |
| 5.  | «Coming Up» (лише на вінілових, австралійських, японських та колумбійських CD-виданнях) | 6:27       |
| 6.  | «The Last Day of Summer»                                                                | 5:36       |
| 7.  | «There Is No If...»                                                                     | 3:44       |
| 8.  | «The Loudest Sound»                                                                     | 5:09       |
| 9.  | «39»                                                                                    | 7:20       |
| 10. | «Bloodflowers»                                                                          | 7:31       |

| Бонус-трек, доступний лише через Інтернет | Бонус-трек, доступний лише через Інтернет | Бонус-трек, доступний лише через Інтернет |
| #                                         | Назва                                     | Тривалість                                |
| ----------------------------------------- | ----------------------------------------- | ----------------------------------------- |
| 11.                                       | «Spilt Milk»                              | 4:53                                      |

## Чарти
| Чарт (2000)                                          | Найвища позиція |
| ---------------------------------------------------- | --------------- |
| Австралія Australian Albums (ARIA)                   | 11              |
| Австрія Austrian Albums (Ö3 Austria)                 | 22              |
| Бельгія Belgian Albums (Ultratop Flanders)           | 11              |
| Бельгія Belgian Albums (Ultratop Wallonia)           | 9               |
| Канада Canadian Albums (Billboard)                   | 15              |
| Czech Albums (ČNS IFPI)                              | 7               |
| Danish Albums (Hitlisten)                            | 2               |
| Нідерланди Dutch Albums (MegaCharts)                 | 50              |
| European Albums (Music & Media)                      | 2               |
| Фінляндія Finnish Albums (Suomen virallinen lista)   | 15              |
| Франція French Albums (SNEP)                         | 3               |
| Німеччина German Albums (Offizielle Top 100)         | 5               |
| Greek Albums (IFPI)                                  | 8               |
| Ірландія Irish Albums (IRMA)                         | 32              |
| Італія Italian Albums (FIMI)                         | 8               |
| Нова Зеландія New Zealand Albums (Recorded Music NZ) | 41              |
| Норвегія Norwegian Albums (VG-lista)                 | 5               |
| Шотландія Scottish Albums (OCC)                      | 52              |
| Spanish Albums (AFYVE)                               | 18              |
| Швеція Swedish Albums (Sverigetopplistan)            | 5               |
| Швейцарія Swiss Albums (Schweizer Hitparade)         | 3               |
| Велика Британія UK Albums (OCC)                      | 14              |
| США Billboard 200                                    | 16              |

| Чарт (2020)                            | Найвища позиція |
| -------------------------------------- | --------------- |
| Португалія Portuguese Albums (AFP)     | 42              |
| США Top Alternative Albums (Billboard) | 20              |
| США Top Rock Albums (Billboard)        | 31              |
| США Top Tastemaker Albums (Billboard)  | 9               |

## Сертифікації та продажі
| Регіон                                             | Сертифікація | Продажі |
| -------------------------------------------------- | ------------ | ------- |
| Швейцарія (IFPI Switzerland)                       | Золотий      | 25 000^ |
| США                                                | —            | 285,000 |
| ^відвантаження, що базуються лише на сертифікаціях |              |         |